# تتره‌وینو
تتره‌وینو (انگلیسی: Teterevino) یک شهرک در بخش پروخوروفسکی استان بلگورود کشور روسیه است.